# برای ایمان، قانون و پادشاه

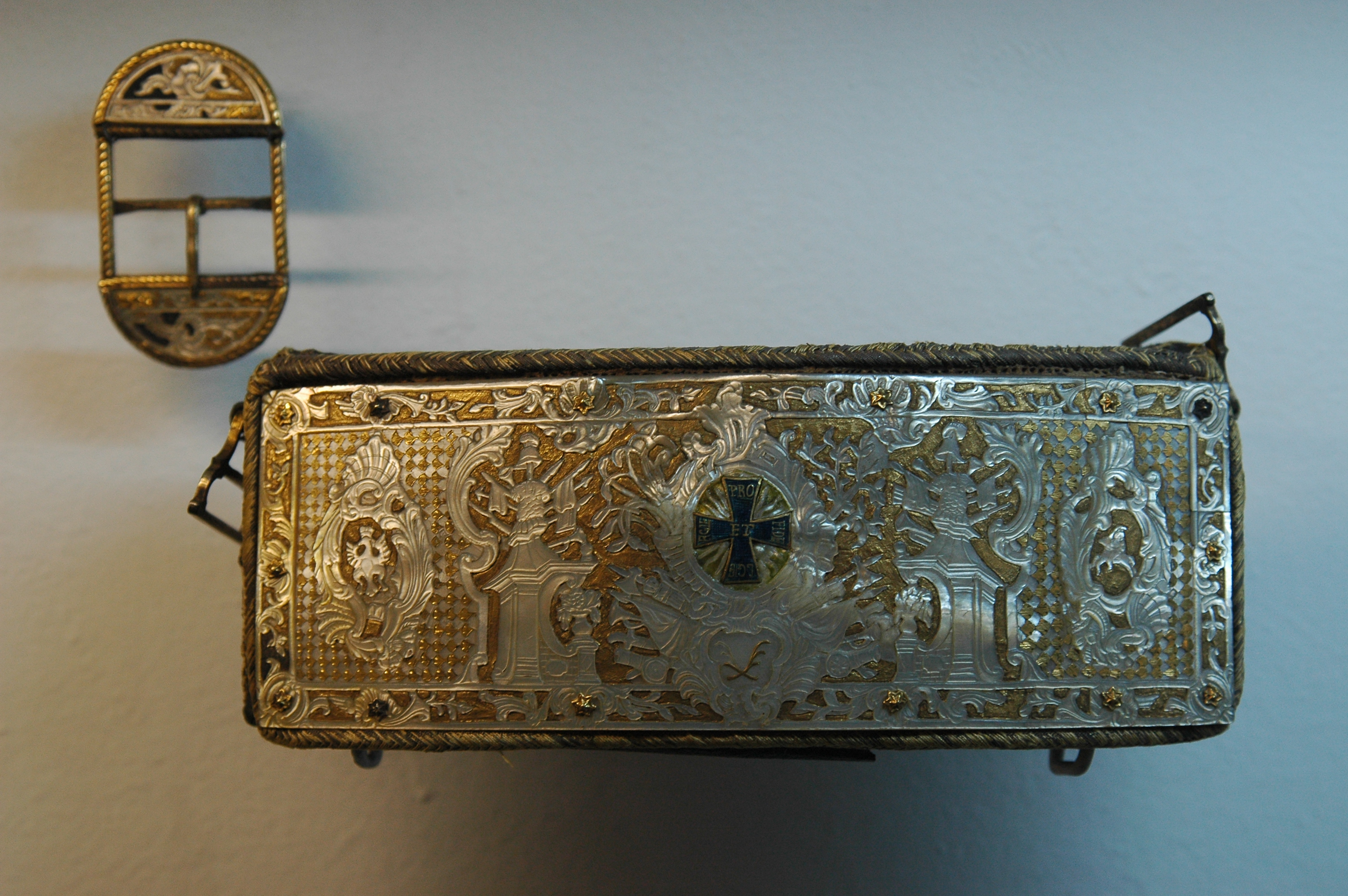
یک جعبه کارتریج از لهستان در قرن هجدهم که شعار را برروی خود دارد

برای ایمان، قانون و پادشاه (لاتین: Pro Fide, Lege et Rege) یک شعار در مشترک‌المنافع لهستان-لیتوانی و بعدها لهستان بود.این شعار همچنان در نشان عقاب سپید موجود است.